# Léon-Joseph Suenens
Léon-Joseph Suenens (Ixelles, 16 luglio 1904 – Bruxelles, 6 maggio 1996) è stato un cardinale e arcivescovo cattolico belga.

## Biografia
Nato in una clinica di Ixelles, in Belgio, era figlio di Jean-Baptiste Suenens e Jeanne Jannsens. Battezzato dallo zio prete, perse il padre, proprietario di un ristorante, all'età di quattro anni.
Il 12 novembre 1945 fu nominato da papa Pio XII vescovo ausiliare e vicario generale dell'arcidiocesi di Malines, ricevendo la consacrazione episcopale il 16 dicembre dall'arcivescovo, cardinale Jozef-Ernest Van Roey.
Arcivescovo di Malines-Bruxelles e primate del Belgio dal 1961 al 1979, fu creato cardinale da papa Giovanni XXIII nel concistoro del 19 marzo 1962.
Morì il 6 maggio 1996 in una clinica della capitale belga, a causa di una trombosi. Ricevette sepoltura nella cripta della Cattedrale di San Rombaldo, presso la quale erano già stati inumati i suoi due predecessori Jozef-Ernest Van Roey e Pierre-Lambert Goossens.

## Concilio Vaticano II
Al Concilio Ecumenico Vaticano II, egli sottolineò l'urgenza di adattare la Chiesa al mondo moderno e la necessità di una collaborazione con le Chiese protestanti ed ortodosse, specialmente nel campo sociale e umanitario, per la soluzione dei problemi della società moderna.
Come membro della commissione centrale per la preparazione dei lavori del Concilio, sviluppò un programma generale, insieme ai cardinali Bea, Lercaro e Montini, incentrato sui temi della struttura interna della Chiesa e le sue relazioni esterne: ciò implicava a suo vedere un triplice dialogo da parte della Chiesa
1. con i fedeli
2. con i fratelli separati
3. con il mondo contemporaneo.

All'apertura della seconda sessione del Concilio, alla fine del 1963, perorò la causa dei diaconi come ordine permanente aperto anche a uomini sposati e, alla presenza di osservatori femminili laici e religiosi, pronunciò un discorso che fu lungamente applaudito nonostante gli applausi fossero espressamente vietati dal regolamento conciliare.

## Genealogia episcopale e successione apostolica
La genealogia episcopale è:
- Cardinale Scipione Rebiba
- Cardinale Giulio Antonio Santori
- Cardinale Girolamo Bernerio, O.P.
- Arcivescovo Galeazzo Sanvitale
- Cardinale Ludovico Ludovisi
- Cardinale Luigi Caetani
- Cardinale Ulderico Carpegna
- Cardinale Paluzzo Paluzzi Altieri degli Albertoni
- Papa Benedetto XIII
- Papa Benedetto XIV
- Papa Clemente XIII
- Cardinale Marcantonio Colonna
- Cardinale Giacinto Sigismondo Gerdil, B.
- Cardinale Giulio Maria della Somaglia
- Cardinale Carlo Odescalchi, S.I.
- Vescovo Eugène de Mazenod, O.M.I.
- Cardinale Joseph Hippolyte Guibert, O.M.I.
- Cardinale François-Marie-Benjamin Richard de la Vergne
- Cardinale Pietro Gasparri
- Cardinale Clemente Micara
- Cardinale Jozef-Ernest Van Roey
- Cardinale Léon-Joseph Suenens

La successione apostolica è:
- Vescovo André Creemers, O.S.C. (1955)
- Vescovo Jules Victor Daem (1962)
- Vescovo Léonce Albert Van Peteghem (1964)
- Cardinale Joseph-Léon Cardijn (1965)
- Vescovo Gabriel Ukec (1965)
- Arcivescovo Jean Jadot (1968)
- Arcivescovo Henri Lemaître (1969)
- Vescovo Jean Huard (1977)
- Cardinale Godfried Danneels (1977)